# Karagandi Állatkert
A Karagandi Állatkert (kazak: Қарағанды хайуанаттар бағы) Kazahsztán egyik legrégebbi állatkertje Karagandi városában.  1938-ban alapították, a területe 107,5 hektár (43,5 ha), amelyből csak 8 hektár van beépítve.
Az állatkert leghíresebb lakói közé tartozott egy Batyr nevű indiai elefánt, aki hangutánzásra volt képes.

## Története

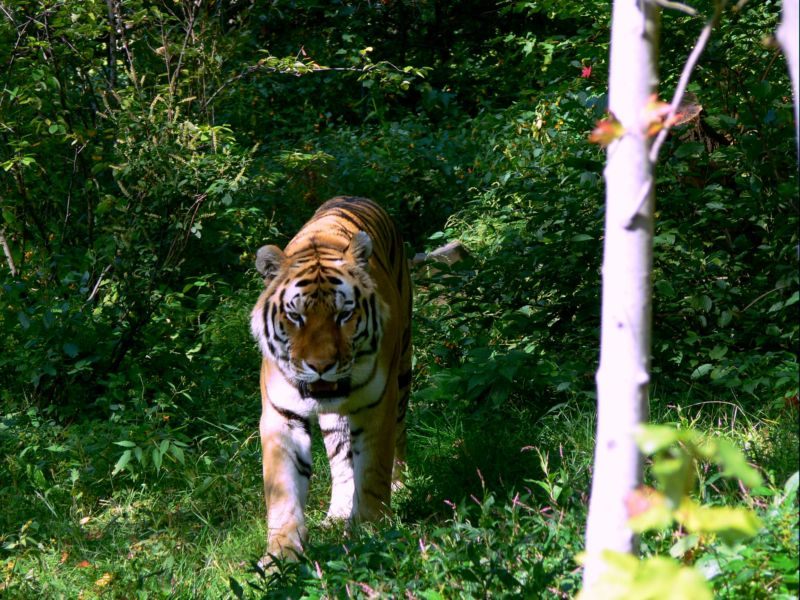
Bengáli tigris az állatkertben

### A szovjet időszak
1987 elején az állatkertben 159 fajból (69 emlősfajból, 25 madárfajból, 14 hüllőfajtából, 3 kétéltűből, 25 halfajból) több mint 700 egyed élt. Az állatkertben tartott 15 faj szerepel a Nemzetközi Vörös Könyvben, 14 faj - a Szovjetunió Vörös Könyvében, 8 faj - a Kazah Szovjet Szocialista Köztársaság Vörös Könyvében. Az 1980-as évek végén 26 faj szaporodott az állatkertben, köztük a párduc és a jaguár.
Az 1980-as évek végére a Karagandi Állatkert együttműködést létesített a Karagandi Állami Egyetemmel, a Karagandi Orvosi Intézettel, a Karagandi Regionális Történeti és Helytörténeti Múzeummal, a Karagandi Természetvédelmi Társasággal, a városi iskolákkal és más szervezetekkel. Évente mintegy 800 000 ember kereste fel az állatkertet.

### Napjainkban
2012-ben a Karagandi Állatkert helyi jelentőségű kiemelten védett természeti terület státuszt kapott. 2013-ban az állatkertben több mint 2700 emlős példány élt, 2015-re azonban 1600-ra csökkent a számuk. 4 faj tűnt el az állatkertből. A 2014-es 1249 madárfajból 2015-re már csak 246 maradt; 2 faj eltűnt. A hüllők és a halak száma is csökkent.
Ugyanebben az időszakban az állatkertek látogatottsága csökkenést mutatott: 2013-ban 175 ezer fővel, 2014-ben 113 ezer fővel, 2015-ben pedig 85 900 fővel. A kiállítások száma azonban ez idő alatt 25-ről 60-ra nőtt.
2015-ben a város költségvetéséből 102,5 millió tenge jutott az állatkert fenntartására. Ugyanebben az évben az állatkert 1968-ban épült főépületét veszélyesnek nyilvánították, 2016-ban pedig lebontották. Új épület építését tervezték.
2018-ban a városi hatóságok 1,2 milliárd tengét különítettek el egy új épület építésére. 2019-ben új igazgató került az intézmény irányítására. 2020 januárjában a városi akimat (önkormányzat) közreműködésével megalakult az állatkert kuratóriuma. A közösségi aktivisták komoly problémákra figyeltek fel az új épület építése során: nem voltak ablakai, és a munkaterv sem felelt meg a vázlatnak. 2020 augusztusában az új épület építését leállították.

## Fordítás
- Ez a szócikk részben vagy egészben  a(z)   Карагандинский зоопарк című orosz Wikipédia-szócikk ezen változatának fordításán alapul.  Az eredeti cikk szerkesztőit annak laptörténete sorolja fel. Ez a jelzés csupán a megfogalmazás eredetét és a szerzői jogokat jelzi, nem szolgál a cikkben szereplő információk forrásmegjelöléseként.